# Pocillopora verrucosa
San hô cành sần sùi (Pocillopora verrucosa) là một loài san hô trong họ San hô cành (Pocilloporidae). Loài này được Ellis and Solander mô tả khoa học năm 1786.
Loài này có ở vùng biển Việt Nam.

## Hình ảnh

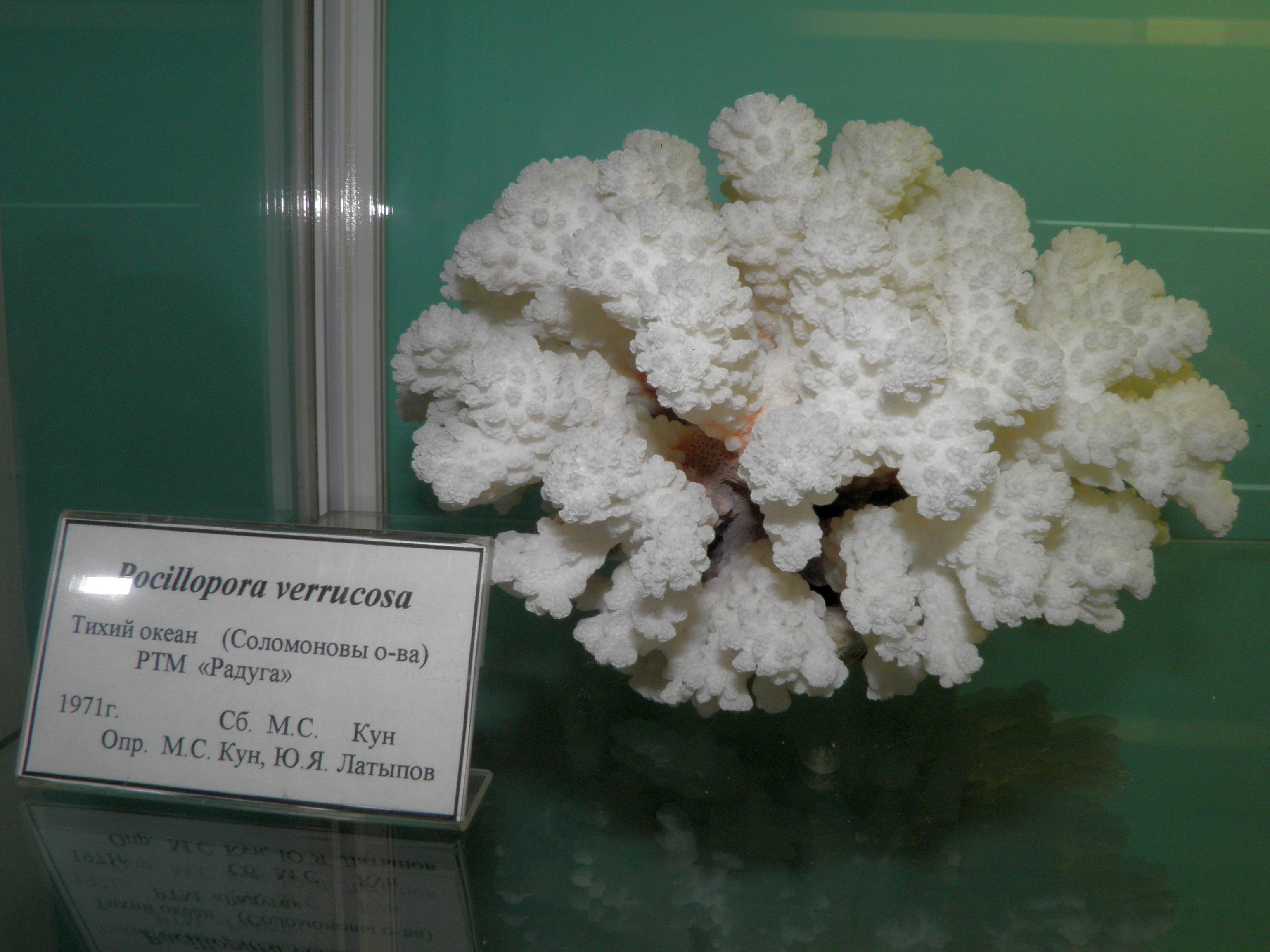